# Brødrene Salmonsens Forlag
Brødrene Salmonsens Forlag, Verlag der Brüder Salmonsen, auch mit dem Klammerzusatz (J. Salmonsen), war ein dänischer Buchverlag mit Sitz in Kopenhagen, der insbesondere dazu diente Salmonsens Konversationsleksikon zu verlegen.

## Geschichte
Am 10. Oktober 1871 gründeten die Buchhändler Moritz Salmonsen (1843–1913) und Isaac Salmonsen (1846–1910) die Firma Brødrene Salmonsen. Bereits im August 1871 war ein entsprechendes Zirkular beim Börsenverein des Deutschen Buchhandels eingegangen. Moritz zog sich jedoch bereits 1872 aus dem Unternehmen zurück und emigrierte in die Vereinigten Staaten, wo er als Beamter im Magistrat der Stadt Chicago tätig war. Zugleich war er als Autor und Auslandskorrespondent für Zeitschriften wie Dagbladet, Tilskueren oder Dansk Tidsskrift tätig.
Isaac Salmonsen war danach alleiniger Eigentümer, obwohl es noch einen weiteren Bruder Carl Salmonsen (1839–1887) gab, der an der Erstellung des Dansk biografisk leksikon mitwirkte. Er hatte den Buchhandel im Verlag von Philip Gerson Philipsen (27. Juli 1812 – 15. April 1877) erlernt, wo er 10 Jahre lang tätig war. Anschließend machte er sich mit seinem Bruder selbständig. Das Unternehmen war ursprünglich eine Sortimentsbuchhandlung mit kleinem Verlag. Bereits nach wenigen Jahren begann Salmonsen damit Bücher zu verlegen, was sich als lukratives Geschäft herausstellte. Eines der ersten hier verlegten Werke war eine dänische Übersetzung von Charles Darwins Weltreise unter dem Titel Rejse om Jorden Populære Skildringer. 1883 verlegte er in Zusammenarbeit mit dem Verlag Andreas Schou die Übersetzung von Amand von Schweiger-Lerchenfelds Werk Der Orient (dänisch Orienten). Der überwiegende Teil des Verlagsangebots bestand aus Romanübersetzungen, Schulbücher und kleineren Schriften. Zunächst befand sich der Sitz des Unternehmens in der nachdem das Unternehmen von seinem alten Sitz in der Bredgade 10, zog jedoch nach einiger Zeit in größere Räumlichkeiten in der Holbergsgade 2, Ecke Niels Juelsgade um. Dort wurden unter anderem Werke wie Hvorfor – Fordi oder Brehms Tierleben herausgegeben. Im Herbst 1891 begann Salmonsen damit sein „Salmonsens großes illustriertes Konversationslexikon. Eine nordische Enzyklopädie“ (dänisch Salmonsens store illustrerede Konversationsleksikon. En nordisk Encyklopædi) zu verlegen. Frederik Hostrup Schultz, der eine große Druckerei besaß, war an der Herstellung und der Herausgabe von Salmonsens Konversationslexikon beteiligt. Nach dessen Tod im Juni 1895 erwarb Salmonsen von dessen Witwe im September 1896 den Hostrup-Schultz-Verlag, ein Tochterunternehmen des Verlags J. H. Schultz. Nach Salmonsens Tod wurden die Buchhandlung und der Brødrene Salmonsen Verlag ab dem 1. Januar 1911 von J. H. Schultz Forlag übernommen und weitergeführt.

## Verlegte Werke (Auswahl)
Aller Werke wurden in Kopenhagen verlegt.
- Charles Darwin: Rejse om Jorden. 1876 (Übersetzt von Emil Chr. Hansen, Alfred Jörgensen, archive.org).
- Christian Krohg: En duel: fortaelling. 1888 (Roman, für Max Klinger).
- Viggo Albert Poulsen: Anatomiske studier over Eriocaulaceerne 1888 (Hochschulschrift).
- André Lütken: Fra Tsarens Rige : Nogle Oplevelser og Minder. 1894.
- Carl Christian Christensen: Evropa. En geografisk fremstilling af vor verdensdels; natur og menneskeliv. Band 1 (Hochschulschrift, archive.org).
- Carl Behrens: Friedrich Hebbel : hans liv og digtning. 1905.
- Knud Kugleberg Berlin: Opløsningsretten overfor lovgivende forsamlinger; en sammenlignende retshistorisk og dogmatisk undersøgelse. 1906 (archive.org).
- Kirstine Frederiksen: Anskuelsesundervisning : haandbog for lærere. 1907.
- Amalie Skram: To Venner : Fortaelling. (Roman).